# Trizogeniates temporalis
Trizogeniates temporalis är en skalbaggsart som beskrevs av Ohaus 1917. Trizogeniates temporalis ingår i släktet Trizogeniates och familjen Rutelidae. Inga underarter finns listade i Catalogue of Life.